# Bože pravde
Боже правде (transl. Bože pravde, Deus da justiça) é o hino da Sérvia. Ele foi escrito em 1872, com música de Davorin Jenko e letra de Jovan Đorđević, sucedeu o hino anterior Востани Сербије (transl. Vostani Serbije; Levante-se, Sérvia), de 1804 .
Sendo o hino do Reino da Sérvia, a letra original venerava o rei sérvio. Hoje, a Sérvia continua com a antiga letra, enquanto a república usa uma versão um pouco modificada, mostrando que já não é está em uma monarquia - quatro versos, marcados com ¹ e ², são diferentes. Em um, "rei sérvio" é substituído por "terras sérvias" e em dois, "Deus salve o rei sérvio" é substituído por "Deus salve, Deus defenda".

## História
Embora seja o hino nacional do Reino da Sérvia, era também referido como a "Oração Nacional da Sérvia" e a letra original continha uma petição para o rei sérvio. Vários governantes da Sérvia mudaram as palavras do hino para se adequarem a eles. Durante o governo do Príncipe Milan I, as palavras eram "Deus, salve o Príncipe Milan" (Gott erhalte Milan den König, knez Milana Bože spasi), que mudou para o rei Milão quando a Sérvia se tornou um reino. Mais tarde, também foi adaptado para Pedro I e Alexandre I. Durante a época do Reino dos Sérvios, Croatas e Eslovenos (que mais tarde se tornou o Reino da Iugoslávia), Bože pravde fazia parte de seu hino nacional.
"Bože pravde" também foi usado como o hino regional da Republika Srpska, um círculo eleitoral da Bósnia e Herzegovina até 2006, quando foi condenado pelo tribunal constitucional do país por "ser inconstitucional". e a decisão foi confirmada pelo Tribunal Constitucional da Republika Srpska.
Em 1992, "Vostani Serbije" e "Marš na Drinu" foram propostos como o hino regional da Sérvia, juntamente com "Bоže pravde". Este último, promulgado pelo então governante Partido Socialista da Sérvia, até recebeu uma pluralidade de votos populares em referendo, mas nunca foi oficialmente adotado.